# 实在法
实在法（拉丁語：ius positum；positive law）或稱實證法、實定法，指的是人为制定要求或阐述某个行为的法律，它也描述了个人或团体具体权利的建立，由享有立法权的君主、或代议制立法机构、或直接民主制民众大会制定。实在法的概念与自然法相对。